# Bupleurum sosnowskyi
Bupleurum sosnowskyi är en flockblommig växtart som beskrevs av Ida P. Mandenova. Bupleurum sosnowskyi ingår i släktet harörter, och familjen flockblommiga växter. Inga underarter finns listade i Catalogue of Life.